# Wilhelm Niklas
Wilhelm Niklas (ur. 24 września 1887 w Traunstein, zm. 12 kwietnia 1957 w Monachium) – niemiecki polityk i lekarz weterynarii, działacz CSU, deputowany do Bundestagu, pierwszy powojenny federalny minister wyżywienia, rolnictwa i leśnictwa (1949–1953).

## Życiorys
Syn nauczyciela Johannesa Nepomuka Niklasa (1847–1912) i jego żony Josefy Mayr (1846–1901). Uczęszczał wraz z Fritzem Schäfferem, późniejszym federalnym ministrem finansów, do gimnazjum w Neuburgu. Po zdanym egzaminie maturalnym w 1906, przez dwa semestry studiował prawo i nauki polityczne, a następnie w latach 1907–1912 rolnictwo i weterynarię Uniwersytecie Technicznym w Monachium. 
Od 1911 do 1913 pracował jako asystent naukowy uniwersyteckim Zakładzie Hodowli Zwierząt. W 1914 uzyskał stopień doktora nauk weterynaryjnych. Pracował następnie do 1915 jako inspektor hodowli zwierząt w Pinzgau w Górnej Bawarii, był także konsultantem ds. hodowli zwierząt w bawarskim Ministerstwie Spraw Wewnętrznych. Następnie pełnił funkcję radcy rządowego w Ministerstwie Gospodarki oraz Ministerstwie Wyżywienia i Rolnictwa Republiki Weimarskiej. W 1925 przeniósł się do bawarskiego Ministerstwa Rolnictwa jako kierownik departamentu. W 1935 roku w związku z odmową wstąpienia do NSDAP, został pozbawiony stanowiska w ministerstwie. Prowadził następnie gospodarstwo rolne w Achatswies.
W 1945 należał do współzałożycieli CSU. W 1946 objął funkcję sekretarza stanu w bawarskim Ministerstwie Żywności i Rolnictwa. Od 1947 do przejścia na emeryturę w 1955 wykładał jako profesor zwyczajny na Wydziale Medycyny Weterynaryjnej Uniwersytetu w Monachium. Od 20 września 1949 do 20 października 1953 był członkiem pierwszego gabinetu Konrada Adenauera jako federalny minister żywności, rolnictwa i leśnictwa. W latach 1951–1953 sprawował mandat deputowanego do Bundestagu z list CSU z okręgu Donauwörth.
12 kwietnia 1957 roku Niklas zmarł w monachijskim szpitalu w wyniku z komplikacji po wypadku samochodowym.
Profesor-Niklas-Medaille to najwyższe odznaczenie przyznawane przez Federalne Ministerstwo Wyżywienia i Rolnictwa.

## Życie prywatne
Dwukrotnie żonaty. Miał jednego syna i pięć córek. Jego zięć, Josef Ertl był ministrem rolnictwa w latach 1969–1983. 